# Couvent des Sépulcrines
L'ancien couvent des Sépulcrines ou prieuré des Sépulcrines est un immeuble classé situé dans la ville et commune de Bouillon en province de Luxembourg (Belgique). Une partie du bâtiment abrite le Bouillon Medieval Expérience, anciennement appelé l’Archéoscope de Godefroid de Bouillon, ainsi que la maison du tourisme du Pays de Bouillon.

## Localisation
L'ancien couvent se trouve sur la rive droite de la Semois, entre la rue du Collège et le quai des Saulx. L'entrée du Bouillon Medieval Expérience et de la maison du tourisme se situe au no 12 du quai des Saulx.

## Historique
En 1626, le prince-évêque de Liège Ferdinand de Bavière autorise l’installation à Bouillon de l’ordre des sépulchrines qui devient une importante puissance financière. Les sépulcrines ont pour mission d'enseigner.  Le couvent a été érigé en deux périodes : de 1626 à 1640 pour les cuisines, les logements et la chapelle primitive puis de 1735 à 1750 pour la formation d’un grand quadrilatère de plus de 40 mètres de côté et l’aménagement d’un jardin au bord de la Semois. Le couvent est supprimé en 1794 à la suite de la Révolution française. Il sera convertit à plusieurs reprises. Notamment, en école technique. Puis, au XXe s., il sera reconvertit en habitation pour les travailleurs de l'usine Devillez-Camion qui sera détruite en 1980.

## Architecture
Les quatre ailes en crépi sont bâties sur un terrain en pente. L'aile sud-est longeant la rue du Collège comporte trois niveaux pour deux niveaux pour les ailes sud-ouest et nord-ouest alors que la quatrième aile bâtie du côté nord-est a été démantelée. Les hautes toitures en ardoises sont percées de nombreuses lucarnes

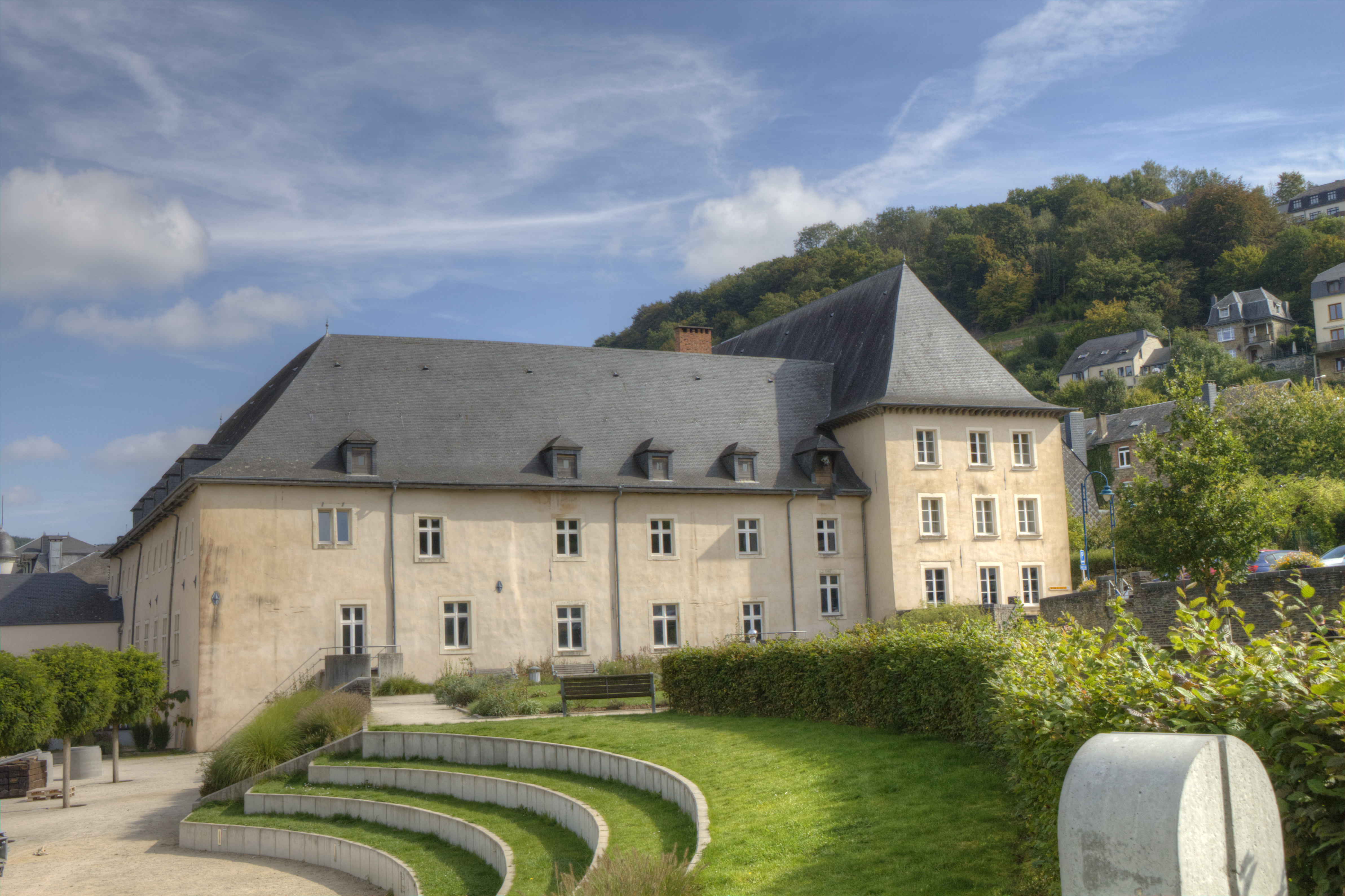
Aile sud-ouest

.

## Classement et protection
Le Prieuré des Sépulcrines (façades et toitures), rue du Collège est classé depuis le 1er octobre 1991 et repris sur la liste du patrimoine immobilier classé de Bouillon.

## Activités

### Bouillon Medieval Expérience
Le Bouillon Medieval Expérience propose dans trois salles un spectacle audiovisuel sur les pas des Croisés, de la première croisade et l'histoire du XIe siècle.
Des illuminations sont projetées sur sa façade lorsque vient la pénombre. 